# Telecomtoren Zuidas
De Telecomtoren Zuidas is een straalverbindingstoren op de Zuidas in Amsterdam. De toren is aangelegd om interlokale telefonieverbindingen tot stand te brengen en is eigendom van Cellnex Netherlands B.V. (voorheen Alticom Datacenters). Cellnex heeft deze telecomtoren net als 24 andere telecom- en datatorens overgenomen van de KPN (voorheen PTT). Later is de toren voorzien van een zendmast. Vanwege omliggende hoogbouw is de toren in 2009 verhoogd van 106 meter tot 150 meter. Hoger was niet toegestaan vanwege het vliegverkeer rond Schiphol.
De toren is op 120 meter hoogte voorzien van het lichtkunstwerk White Noise van Giny Vos. White Noise verwijst naar witte ruis dat hoorbaar is op analoge televisietoestellen wanneer de ontvangst wegvalt. Het lichtkunstwerk verbeeldt de oerknal, een meteorietenregen en vallende sterren en verificatiecodes die gebruikt worden in communicatie.